# 핀란드의 지역
핀란드는 현재 19개의 지역(핀란드어: maakunta, 스웨덴어: landskap)으로 나뉘어 있다. 각각 지역은 지역 의회가 있으며, 지자체의 대표로 구성된다. 지역의 주 목적은 도시 계획, 기업과 교육 개발, 공공 의료이다. 현재 카이누 지역에서만 지역 대표 선거가 이루어지고 있고, 다른 지역 의회 의원들은 지자체 의회에서 선발된다.
지자체간 협력 이외에도 각각 지역은 노동, 농업, 어업, 임업, 기업 운영을 맡는다. 핀란드 국방부의 지역 사무소는 지역 방어 및 징병을 담당한다.
각각 지역은 과거 정부의 관리 편리를 위하여 존재하였던 핀란드의 주보다 더 지역색을 잘 드러낸다. 역사적으로 핀란드의 지역은 핀란드의 역사적 지역을 더 나눈 것으로 방언과 문화 경계와 더 잘 일치한다.

## 목록
| 번호 | 문장         | 한국어 이름  | 핀란드어 이름     | 스웨덴어 이름         | 중심 도시    |
| ---- | ------------ | ------------ | ----------------- | --------------------- | ------------ |
| 1    | 라플란드     | 라피         | Lappi             | Lappland              | 로바니에미   |
| 2    | 북포흐얀마   | 북포흐얀마   | Pohjois-Pohjanmaa | Norra Österbotten     | 오울루       |
| 3    | 카이누       | 카이누       | Kainuu            | Kajanaland            | 카야니       |
| 4    | 북카리알라   | 북카리알라   | Pohjois-Karjala   | Norra Karelen         | 요엔수       |
| 5    | 북사보       | 북사보       | Pohjois-Savo      | Norra Savolax         | 쿠오피오     |
| 6    | 남사보       | 남사보       | Etelä-Savo        | Södra Savolax         | 미켈리       |
| 7    | 남포흐얀마   | 남포흐얀마   | Etelä-Pohjanmaa   | Södra Österbotten     | 세이네요키   |
| 8    | 포흐얀마     | 포흐얀마     | Pohjanmaa         | Österbotten           | 바사         |
| 9    | 피르칸마     | 피르칸마     | Pirkanmaa         | Birkaland             | 탐페레       |
| 10   | 사타쿤타     | 사타쿤타     | Satakunta         | Satakunda             | 포리         |
| 11   | 중앙포흐얀마 | 중앙포흐얀마 | Keski-Pohjanmaa   | Mellersta Österbotten | 코콜라       |
| 12   | 중앙핀란드   | 중앙수오미   | Keski-Suomi       | Mellersta Finland     | 이위베스퀼레 |
| 13   | 남서핀란드   | 남서수오미   | Varsinais-Suomi   | Egentliga Finland     | 투르쿠       |
| 14   | 남카리알라   | 남카리알라   | Etelä-Karjala     | Södra Karelen         | 라펜란타     |
| 15   | 패이얘트해메 | 패이얘트해메 | Päijät-Häme       | Päijänne Tavastland   | 라흐티       |
| 16   | 칸타해메     | 칸타해메     | Kanta-Häme        | Egentliga Tavastland  | 해멘린나     |
| 17   | 우시마       | 우시마       | Uusimaa           | Nyland                | 헬싱키       |
| 18   | 퀴멘락소     | 퀴멘락소     | Kymenlaakso       | Kymmenedalen          | 코우볼라     |
| 19   | 올란드       | 아베난마     | Ahvenanmaa        | Åland                 | 마리에함     |

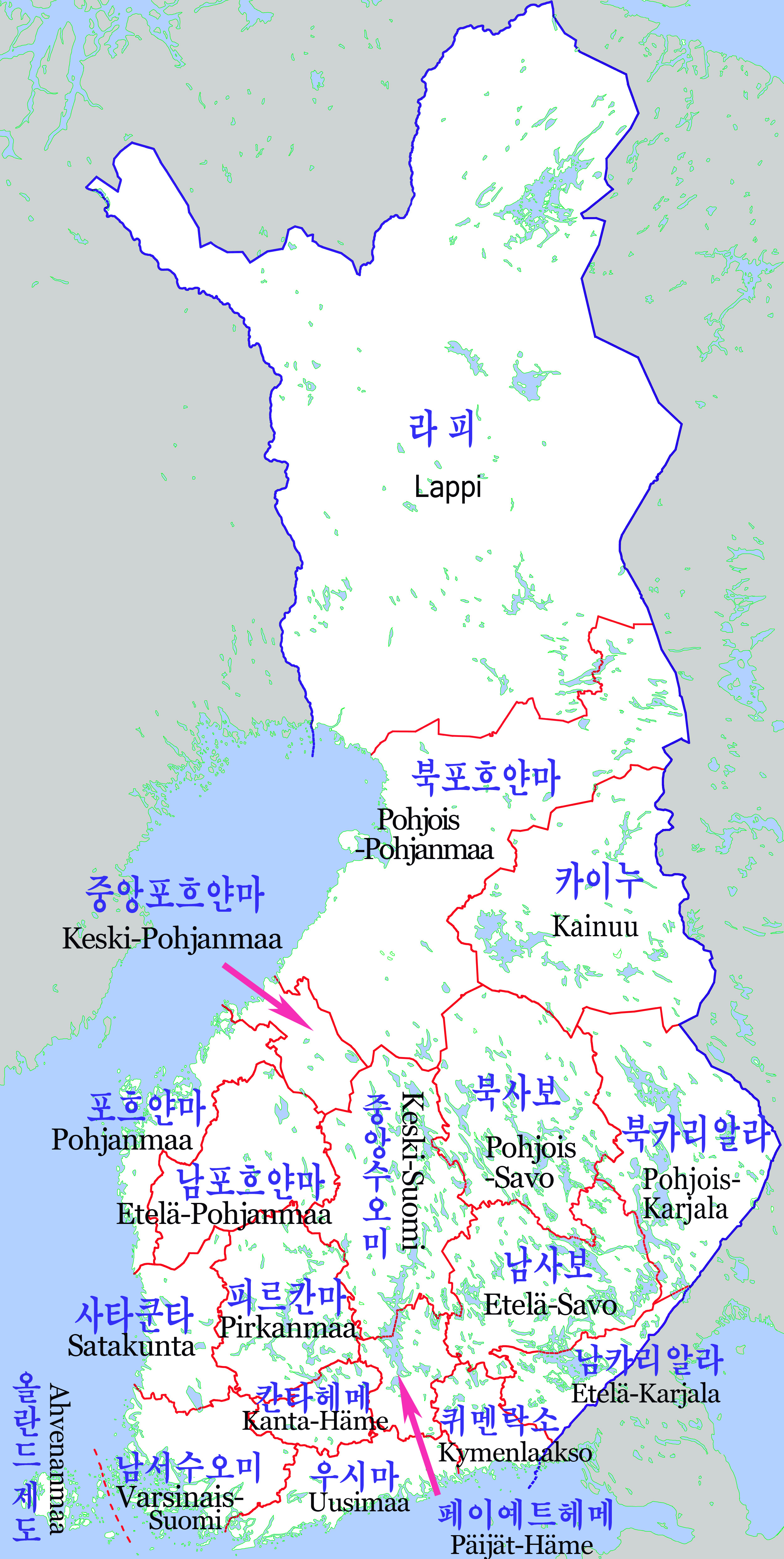
핀란드의 지역

- 동우시마 지역은 2011년 1월 1일 우시마 지역에 합병되면서 폐지되었다.

## 같이 보기
- 핀란드의 주
- 핀란드의 행정 구역
- ISO 3166-2:FI